# Lisičke
Lisičke (znanstveno ime Cantharellus) so rod gliv iz družine lisičark (Cantharellaceae).

## Seznam lisičk Slovenije[2]
- luskata lisička (Cantharellus amethysteus)
- severnjaška lisička (Cantharellus borealis)
- navadna lisička (Cantharellus cibarius)
- siva lisicka (Cantharellus cinereus)
- rjaveča lisička (Cantharellus ferruginascens)
- žametna lisička (Cantharellus friesii)
- gubasta lisička (Cantharellus ianthinoxanthus)
- črneča lisička (Cantharellus melanoxeros)
- pobeljena lisička (Cantharellus pallens)
- borova lisička (Cantharellus romagnesianus)
- bleda lisička (Cantharellus subcibarius)
- siva lisička (Cantharellus cinereus)